# トミーとタペンス -2人で探偵を-
『アガサ・クリスティー トミーとタペンス -2人で探偵を-』（トミーとタペンス ふたりでたんていを、原題：Partners in Crime）は、2015年7月26日からBBC Oneで放送されているイギリスのテレビドラマ。

## 概要
アガサ・クリスティのトミーとタペンスシリーズより『秘密機関』及び『NかMか』の長編2編を3話ずつ、計6話に構成されている。脚本は、『秘密機関』をジニー・ハリス、『NかMか』をクレア・ウィルソンが務めている。
日本では、2015年10月18日から12月6日までNHK総合日曜23:00の枠で放送された。

## キャスト

### メインキャスト
トーマス（トミー）・ベレスフォード
演 - デヴィッド・ウォリアムス、吹替 - 大塚明夫

プルーデンス（タペンス）・ベレスフォード
ジェシカ・レイン、吹替 - 世戸さおり

アンソニー・カーター
演 - ジェームズ・フリート、吹替 - 浦山迅

アルバート・ペンバートン
演 - マシュー・スティア、吹替 - 佐久田脩

ジョージ・ベレスフォード
演 - マイルズ・ラフリー

### ゲスト出演者
『秘密機関』
Julius Hersheimmer
演 - クラーク・ピータース、吹替 - 金尾哲夫 (1-3)
Rita Vandemeyer
演 - アリス・クリーグ、吹替 - 定岡小百合  (1-2)
Lucky
演 - ポール・ブレナン、吹替 - 金尾哲夫  (1-3)
ウィティントン
演 - ジョニー・フィリップス、吹替 - 牛山茂  (1-3)
James Peel
演 - アンドリュー・ハヴィル (1-3)
ジェーン・フィン
演 - カミラ・マリー・ビープット、吹替 - 有賀由樹子 (1-3)
Annette
演 - マデリーン・アピア (1-3)

『NかMか』
Carl Denim
演 - エドワード・スペリーアス、吹替 - 小林親弘 (4-6)
Commander Haydock
演 - ロイ・マースデン (4-6)
Major Khan
演 - アリー・カーン (4-5)
Gilbert Worthing
演 - ダニー・リー・ウィンター (4-6)
Mrs Sprot
演 - クリスティーナ・コール (4-6)
Sheila Perenna
演 - イーファ・マクマホン (4-6)
Veronika Urbanowicz
演 - ピナー・オガン (4-6)
Frederick Minton
演 - ロバート・ハンズ (4-6)
Elizabeth Minton
演 - アイシー・ヴァン・ランドウィック (4-6)
Harrison
演 - タム・ウィリアムズ (4-6)
Blonde Assassin
演 - ハンナ・ワディンガム (4-6)

## 製作
アガサ・クリスティ生誕125周年記念番組の制作をBBCがベン・スティーヴンソンとシャーロット・ムーアに依頼。製作はエンダー・プロダクションとアガサ・クリスティ・プロダクションの共同制作となった。
デヴィド・ウォリアムスはアガサ・クリスティ・グループのヒラリー・ストロングと共に、トミーとタペンスシリーズのリメイクをエンダー・プロダクションのヒラリー・ビヴァン・ジョーンズとトム・ナッシュに提案した。死体のそばであれこれ言い合う素人夫婦探偵というキャラクターをウォリアムスが気に入ったのだ。
トミーとタペンスは、クリスティが1922年から1973年まで書き継いだシリーズで、第1作『秘密機関』の終盤で結婚した2人は最終作『運命の裏木戸』では老境となり孫もいる。ドラマ版では時代設定を冷戦中の1950年代とすることが決まり、『秘密機関』と『NかMか』が3時間ずつのエピソードとしてドラマ化されることが決定した。
デヴィッド・ウォリアムスが中心となり、エグゼクティブ・プロデューサーを務めるとともに、ウィットとユーモアに富んだ主人公トミーを演じることとなった。タペンス役には、演技力とユーモアの両方を兼ね備えたジェシカ・レインが選ばれた。
1950年代のイングランドを再現すべく、グレーター・ロンドン、エセックス、バッキンガムシャー、サリー、オックスフォードシャー、ケント、ハートフォードシャー、ノーフォークなどで撮影が行われた。鉄道のシーンには、ディドコット・レールウェイ・センター、ノース・ノーフォーク・レールウェイ、シェリンガムが使用された。ノーフォークのクローマーには、海岸沿いや埠頭、街中の多くの建物やストリートが当時の様相を残しているため選ばれた。エングルフィールド・ハウスやテムズ川のそばの廃墟や荒れ地も使用された。